# Hanušovice (stacja kolejowa)
Hanušovice – stacja kolejowa w Hanušovicach, w kraju ołomunieckim, w Czechach Znajduje się na wysokości 395 m n.p.m.
Na przystanku istnieje możliwość zakupu biletów na wszystkiego rodzaju pociągi oraz rezerwacji miejsc. 

## Linie kolejowe
- 025 Dolní Lipka – Hanušovice
- 292 Šumperk – Krnov
- 294 Hanušovice – Staré Město pod Sněžníkem